# Helmholtzstraße 14 (Weimar)

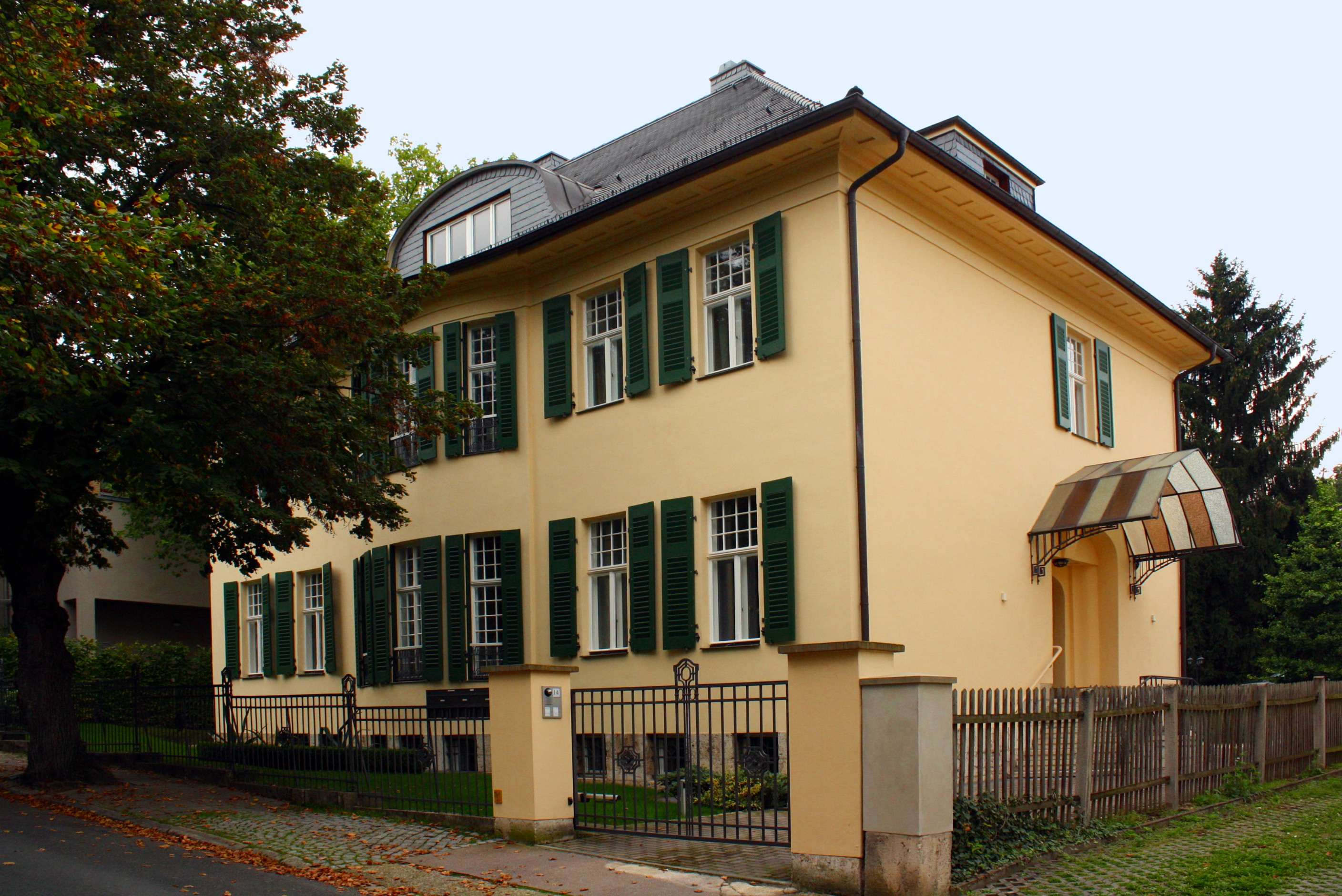
Helmholtzstraße 14 in Weimar

Das denkmalgeschützte Wohnhaus Helmholtzstraße 14, 14a in Weimar entstand 1907/08. 
Das Gebäude wurde für den Oberleutnant Erwin von Ziegler und Klipphausen nach dem Entwurf von Bruno Röhr errichtet. Seine sachliche Formgebung unter weitgehendem Verzicht ornamentaler Gestaltungselemente erinnern an ein Landhaus der Reformbewegung und des Werkbunds. Das zweigeschossige verputzte Gebäude mit einem Mansardenwalmdach besitzt Fensterläden. Das Gebäude besitzt einen schlichten Werksteinsockel. Das siebenachsige Gebäude besitzt einen dreiachsigen Mittelrisaliten.